# Rusland op het Eurovisiesongfestival 2000
Rusland nam deel aan het  Eurovisiesongfestival 2000 in Stockholm, Zweden. Het was de 4de deelname van het land op het Eurovisiesongfestival. Rusland vaardigde Alsou af, die met de ballade Solo naar Zweden ging.

## Selectieprocedure
Net zoals in 1997, koos men ervoor om hun kandidaat en lied intern te selecteren.
Uiteindelijk koos men voor Alsou met het lied Solo.
Het lied werd geschreven door buitenlandse componisten.

## In Stockholm
Tijdens de finale trad Rusland als 9de aan van 25 landen net na Noorwegen en voor België. Ze eindigde na de puntentelling op de 2de plaats met 155 punten. Samen met 2006, 2012 en 2015 is dit het op een na beste resultaat van het land op het festival.
Men ontving 4 keer het maximum van de punten.
België en Nederland hadden respectievelijk 7 en 0 punten over voor deze inzending.

### Gekregen punten

#### Finale
| 12 punten                               | 10 punten                    | 8 punten                                    | 7 punten                                | 6 punten     |
| --------------------------------------- | ---------------------------- | ------------------------------------------- | --------------------------------------- | ------------ |
| - Cyprus - Kroatië - Malta - Roemenië   | - Estland - Ierland - Israël | - IJsland - Noorwegen - Verenigd Koninkrijk | - België - Oostenrijk - Noord-Macedonië | - Denemarken |
| 5 punten                                | 4 punten                     | 3 punten                                    | 2 punten                                | 1 punt       |
| - Finland - Frankrijk - Spanje - Zweden | - Duitsland                  |                                             | - Zwitserland                           |              |

### Punten gegeven door Rusland

#### Finale
Punten gegeven in de finale:
| 12 punten | Denemarken      |
| 10 punten | Kroatië         |
| 8 punten  | Malta           |
| 7 punten  | Noord-Macedonië |
| 6 punten  | Roemenië        |
| 5 punten  | Zwitserland     |
| 4 punten  | Duitsland       |
| 3 punten  | Frankrijk       |
| 2 punten  | Spanje          |
| 1 punt    | Letland         |

1994 · 1995 · 1996 · 1997 · 1998-1999 · 2000 · 2001 · 2002 · 2003 · 2004 · 2005 · 2006 · 2007 · 2008 · 2009 · 2010 · 2011 · 2012 · 2013 · 2014 · 2015 · 2016 · 2017 · 2018 · 2019 · 2020 · 2021 · 2022-2025